# Slam Dunk (Musiker)
Petter Haga ist ein norwegischer Musiker. Er trat zunächst als Slæm Dønk auf und wechselte später zum Künstlernamen Slam Dunk.

## Leben
Haga ist Diplom-Ingenieur und arbeitet unter anderem als Entertainer, Redner und Musiker. Für sein 2015 veröffentlichtes Lied Vors hos meg erhielt er im Oktober 2021 eine goldene Schallplatte. Mit dem im Mai 2021 veröffentlichten Lied Mango IPA erreichte er erstmals mit einem seiner Lieder die norwegischen Singlecharts. Später gab er mehrere Remixe des Liedes heraus.
Im Januar 2024 nahm Haga gemeinsam mit Mathilde SPZ und Chris Archer mit dem Lied Woman Show am Melodi Grand Prix 2024, dem norwegischen Vorentscheid für den Eurovision Song Contest, teil. Dort schieden sie im ersten Halbfinale aus.

## Diskografie

### Singles
| Jahr | Titel Album | Höchstplatzierung, Gesamtwochen, AuszeichnungChartsChartplatzierungen (Jahr, Titel, Album, Platzierungen, Wochen, Auszeichnungen, Anmerkungen) | Anmerkungen                                       |
| Jahr | Titel Album | NO | Anmerkungen                                       |
| ---- | ----------- | --- | ------------------------------------------------- |
| 2021 | Mango IPA – | NO35 Platin · (1 Wo.)NO | Erstveröffentlichung: 26. Mai 2021 mit @AronErMat |

Weitere Lieder mit Auszeichnungen
- 2015: Vors hos meg (NO: Gold)